# Sankt Anna am Lavantegg
Sankt Anna am Lavantegg var en kommun i distriktet Murtal i förbundslandet Steiermark i Österrike. Den blev den 1 januari 2015 en del av kommunen Obdach.
Kommunen bestod av fem orter (Ortschaften) (inom parentes invånarantal 1 januari 2024):
- Bärnthal (18)
- Lavantegg (192)
- Sankt Anna-Feriensiedlung (25)
- Winterleiten (129)
- Zanitzen (14)